# Lista över Libyens utrikesministrar

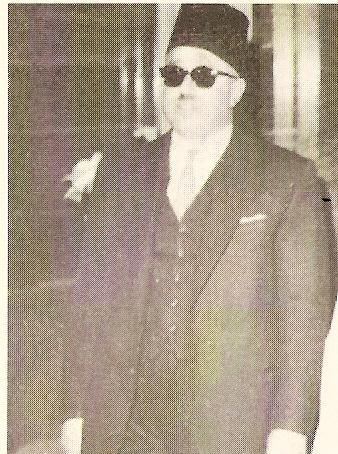
Abdul Majid Kubar, utrikesminister 1957 och 1958-1960

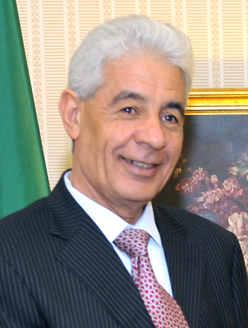
Mussa Kussa, utrikesminister 2009-2011

Detta är en lista över Libyens utrikesministrar. Libyen fick sin självständighet från Italien år 1951.
| Minister                 | Från       | Till            |
| ------------------------ | ---------- | --------------- |
| Mahmud al-Muntasir       | 1951       | 1954            |
| Muhammad Sakizli         | 1954       | 1954            |
| Abdul Salam al-Buseiri   | 1954       | 1957            |
| Abdul Majid Kubar        | 1957       | 1957            |
| Wahbi al-Buri            | 1957       | 1958            |
| Abdul Majid Kubar        | 1958       | 1960            |
| Abdul Qadir Allam        | 1960       | 1961            |
| Sulaiman Jerbi           | 1961       | 1962            |
| Wanis al-Qaddafi         | 1962       | 1963            |
| Mohieddin Fikini         | 1963       | 1964            |
| Hussein Yousef Maziq     | 1964       | 1965            |
| Wahbi al-Buri            | 1965       | 1966            |
| Ahmad Bishti             | 1966       | 1969            |
| Salah Bousseir           | 1969       | 1970            |
| Muhammad Najm            | 1970       | 1970            |
| Mansur Kikhia            | 1972       | 1973            |
| Abdel Moneim al-Huni     | 1974       | 1975            |
| Ali Treiki               | 1976       | 1982            |
| Abd al-Ati al-Ubayyidi   | 1982       | 1984            |
| Ali Treiki               | 1984       | 1986            |
| Kamal Hassan Mansur      | 1986       | 1987            |
| Djadallah Azzuz at-Talhi | 1987       | 1990            |
| Ibrahim al-Bishari       | 1990       | 1992            |
| Umar Mustafa al-Muntasir | 1992       | 2000            |
| Abdel Rahman Shalgham    | 2000       | 2009            |
| Mussa Kussa              | 2009       | 2011            |
| Abd al-Ati al-Ubayyidi   | 2011       | 2012            |
| Mohamed Abdelaziz        | 2012       | 2014            |
| Mohammed al-Dairi        | 2014       | 2016            |
| Mohamed Taha Siala       | 2016       | 2021            |
| Najla Mangoush           | 2021       | 2023 (avstängd) |
| Fathallah al-Zani        | 2023 (tf.) | 2023            |
| Abdul Hamid Dbeibeh      | 2023 (tf.) | 2023            |
| Taher al-Baour           | 2023 (tf.) |                 |